# Dilema de segurança
O Dilema de Segurança é um termo usado nas relações internacionais e reflete uma situação na qual as ações dos Estados, sob um sistema internacional anárquico, priorizam sua própria segurança, como, por exemplo, aumento de sua força militar, comprometimento com o uso de armas ou com uma política de alianças, o que pode resultar em outros Estados respondendo com medidas semelhantes, produzindo o aumento de tensões que podem criar conflitos (mesmo quando não são desejados). 
Nas relações internacionais, o dilema de segurança, em inglês Security Dilemma, também conhecido como modelo em espiral, é uma situação em que uma das partes intensifica as medidas de segurança podendo levar a uma escalada ou conflito com uma ou mais partes, produzindo um resultado que nenhuma das partes realmente deseja. Segundo a teoria da anarquia das relações internacionais, as ações de um estado soberano destinadas a aumentar a segurança do seu estado, como aumentar o seu poderio militar, comprometer-se a usar certas armas poderosas ou fazer alianças, podem levar outros estados a responder com medidas semelhantes, produzindo aumento tensões que criam conflito.
O termo foi cunhado pela primeira vez pelo estudioso alemão John H. Herz em seu livro de 1951 ‘Realismo Político e Idealismo Político’. Ao mesmo tempo, o historiador britânico Herbert Butterfield descreveu a mesma situação em sua obra ‘História e Relações Humanas’, mas se referiu a ela como "situação absoluta e dilema irredutível". O dilema da segurança é um conceito-chave na teoria das relações internacionais, em particular entre estudiosos realistas para explicar como os Estados, em busca de segurança, podem acabar em conflito.

## Componentes Básicos
Ao mesmo tempo em que os criticava e oferecia um modelo revisado, Tang identificou os seguintes componentes principais das interpretações de Butterfield, Herz e Jervis sobre o dilema de segurança:
| ASPECTOS DO DILEMA DE SEGURANÇA                           | BUTTERFIELD                              | HERZ           | JERVIS                                      |
| --------------------------------------------------------- | ---------------------------------------- | -------------- | ------------------------------------------- |
| A fonte definitiva é a anarquia                           | X                                        | ✓              | ✓                                           |
| Incerteza em relação às intenções dos outros              | ✓                                        | ✓              | ✓                                           |
| Temor mútuo                                               | ✓                                        | ✓              | ✓                                           |
| Carência de intenções malignas                            | ✓ Inconsistente                          | ✓              | ✓                                           |
| Competição pelo poder                                     | Não explicitamente                       | ✓              | ✓                                           |
| Situação semelhante a um dilema                           | Não explicitamente                       | ✓              | ✓                                           |
| Trágicos resultados involuntários                         | ✓                                        | ✓              | ✓                                           |
| Resultados involuntários (e parcialmente autodestrutivos) | Não explicitamente                       | ✓              | ✓                                           |
| Reguladores                                               | Somente fatores psicológicos enfatizados | Não enfatizado | Fatores tanto materiais quanto psicológicos |
| Universal/Condicional?                                    | Universal                                | Condicional    | Condicional                                 |
| Importante causa de guerra?                               | ✓                                        | ✓              | Se aproxima ✓                               |
| Causa de todas as guerras?                                | ✓                                        | X              | X                                           |

Como pode ser visto na tabela, Butterfield não via a anarquia como sendo a última fonte do dilema da segurança, mas o medo e o "pecado universal da humanidade", ou seja, que a humanidade pode cometer o mal, o que Tang aponta ser na verdade mutuamente contraditório com as outras afirmações da versão de Butterfield: se os estados-nação intrinsecamente agem de maneira maligna uns com os outros, nunca há um dilema. Além disso, as versões posteriores não consideram o dilema da segurança a causa raiz de todas as guerras. O exemplo frequentemente dado é a Segunda Guerra Mundial, onde não havia dilema sobre a guerra com a maligna Alemanha nazista.

## Realismo Defensivo
O dilema da segurança é a premissa básica do realismo defensivo. Segundo Kenneth Waltz, como o mundo não tem um governo comum e é "anárquico", a sobrevivência é a principal motivação dos estados. Os Estados desconfiam das intenções de outros Estados e, como consequência, sempre procuram maximizar sua própria segurança. O dilema da segurança explica por que os estados que buscam segurança (em oposição aos que não buscam segurança) podem acabar entrando em conflito, mesmo que tenham boas intenções.
O equilíbrio ataque-defesa explica por que o dilema de segurança é mais intenso em certas circunstâncias. Os realistas defensivos argumentam que em situações em que as ações ofensivas têm vantagem (por exemplo, devido à geografia ou tecnologia militar), o dilema de segurança será particularmente intenso porque os estados serão mais desconfiados uns dos outros e mais encorajados a tomar ações ofensivas preventivas. Em situações em que a defesa tem vantagem, os estados em busca de segurança podem se dar ao luxo de se concentrar estritamente em sua defesa sem tanto medo de serem atacados. Os Estados que buscam segurança também podem sinalizar suas boas intenções sem afetar adversamente sua própria segurança.
Os realistas defensivos muitas vezes consideram o sucesso dos Estados Unidos na Primeira Guerra Mundial como resultado da abordagem defensiva adotada pelo país. Se os Estados Unidos tivessem assumido uma postura ofensiva, os realistas defensivos argumentam que o país não estaria seguro. A conclusão do realismo defensivo é que, em algumas circunstâncias, os Estados podem escapar do dilema da segurança.

## Realismo Ofensivo
O realismo ofensivo e o realismo defensivo são variantes do realismo estrutural. Eles compartilham as crenças básicas de sobrevivência, estatismo (estado como a unidade primária), autoajuda e anarquia. (Veja Teoria das Relações Internacionais). No entanto, ao contrário do realismo defensivo, o realismo ofensivo considera os estados como maximizadores de poder agressivos e não como maximizadores de segurança. De acordo com John Mearsheimer, “A incerteza sobre as intenções de outros Estados é inevitável, o que significa que os Estados nunca podem ter certeza de que outros Estados não possuem intenções ofensivas para acompanhar suas próprias capacidades ofensivas”. De acordo com Mearsheimer, no entanto, não é provável alcançar a hegemonia de qualquer Estado no sistema internacional de hoje, não existe status quo e “o mundo está condenado à competição perpétua de grandes potências”.
Apoiando a crença de que o sistema internacional é anárquico e que cada estado deve buscar sua própria sobrevivência de forma independente, Waltz argumenta que Estados mais fracos tendem a encontrar um equilíbrio com seus rivais e formar uma aliança com um Estado mais forte para obter uma garantia de segurança contra uma ação ofensiva vinda de um Estado inimigo. Por outro lado, Mearsheimer e outros realistas ofensivos argumentam que a anarquia encoraja todos os Estados a sempre aumentarem seu próprio poder, pois um estado nunca pode ter certeza das intenções de outros estados. Em outras palavras, o realismo defensivo afirma que a segurança pode ser equilibrada em alguns casos e que o dilema da segurança é evitável. Embora os realistas ofensivos não discordem, eles não concordam totalmente com a visão defensiva, em vez disso argumentam que se os estados podem ganhar uma vantagem sobre outros estados, eles o farão. Em suma, uma vez que os Estados desejam maximizar seu poder neste sistema anárquico e já que os Estados não podem confiar uns nos outros, o dilema da segurança é inevitável.
Os realistas ofensivos contestam que o ataque-defesa é um dos principais determinantes do comportamento do Estado, argumentando que o conceito é vago, que o ataque e a defesa não podem ser distinguidos, o equilíbrio ataque-defesa não varia significativamente ao longo do tempo, as percepções entre os líderes sobre o equilíbrio de ataque-defesa variam mesmo dentro dos mesmos períodos, e os atacantes e defensores podem usar a maioria dos tipos de armas para atingir seus objetivos.

## Teoria de Ataque-Defesa
A teoria de ataque-defesa de Robert Jervis ajuda a decidir a intensidade do dilema da segurança. Jervis usa quatro cenários para descrever a intensidade do dilema de segurança:
- Quando o comportamento ofensivo e defensivo não são distinguíveis, mas o ataque tem uma vantagem, o dilema de segurança é "muito intenso" e o ambiente é "duplamente perigoso". Os estados em status quo se comportarão de maneira agressiva e surgirá a possibilidade de uma corrida armamentista. As chances de cooperação entre os estados são baixas.
- Onde o comportamento ofensivo e defensivo não são distinguíveis, mas a defesa tem uma vantagem, o dilema de segurança é "intenso" na explicação do comportamento dos estados, mas não tão intenso quanto no primeiro caso. Em tal situação, um estado pode ser capaz de aumentar sua segurança sem ser uma ameaça para outros estados e sem colocar em risco a segurança de outros estados.
- Onde o comportamento ofensivo e defensivo são distinguíveis, mas a ofensa tem uma vantagem, o dilema de segurança "não é intenso", mas existem problemas de segurança. O ambiente é seguro, mas o comportamento ofensivo tem uma vantagem que pode resultar em agressão no futuro.
- Onde o comportamento ofensivo e defensivo são distinguíveis e a defesa tem vantagem, o dilema de segurança tem pouca ou nenhuma intensidade e o ambiente é "duplamente seguro". Uma vez que há pouco perigo de ação ofensiva por parte de outros estados, um estado seria capaz de gastar parte de seu orçamento de defesa e outros recursos em um desenvolvimento útil dentro do estado.

De acordo com Jervis, as capacidades técnicas de um estado e sua posição geográfica são dois fatores essenciais para decidir se a ação ofensiva ou defensiva é vantajosa. Ele defende que, em nível estratégico, fatores técnicos e geográficos são mais favoráveis ao defensor. Por exemplo, no século 19, a construção de ferrovias e estradas estava mudando rapidamente a composição das capacidades dos estados para atacar ou se defender de outros estados. Assim, esforços consideráveis nas relações diplomáticas e de inteligência foram focados especificamente nesta questão.
O modelo em espiral identifica a próxima etapa no raciocínio sobre o comportamento dos estados após identificar a intensidade do dilema de segurança. Em particular, sob determinadas circunstâncias do dilema de segurança, quais passos um estado ameaçado pode tomar para obter vantagem atacando primeiro. Em outras palavras, o modelo em espiral procura explicar a guerra. No modelo espiral de Jervis, existem duas razões pelas quais um estado pode acabar em guerra. A "guerra preventiva" pode ocorrer quando um estado pode decidir atacar primeiro quando percebe o equilíbrio de poder mudando para o outro lado, criando uma vantagem em atacar mais cedo ou mais tarde, pois as condições podem não ser tão favoráveis no futuro como no presente . A "guerra preventiva" pode ocorrer quando um estado pode decidir atacar outro estado primeiro para impedir que outro estado ataque ou para obstruir o ataque do outro estado porque teme que o outro estado esteja se preparando para atacar.
O modelo de dissuasão é contrário ao modelo em espiral, mas também pretende explicar a guerra. Enquanto o modelo em espiral presume que os estados têm medo uns dos outros, o modelo de dissuasão se baseia na crença de que os estados são gananciosos. Paul K. Huth divide a dissuasão em três tipos principais:
- Prevenção de ataque armado contra o próprio território de um país ("dissuasão direta").
- Prevenção de ataque armado contra o território de outro país ("dissuasão estendida").
- Uso de dissuasão contra uma ameaça de ataque de curto prazo ("dissuasão imediata").

"Em algumas circunstâncias, as tentativas de dissuasão podem “sair pela culatra” quando um atacante em potencial interpreta erroneamente as medidas de dissuasão do estado como um “prelúdio para medidas ofensivas”. Nesses casos, o dilema de segurança pode surgir, gerando percepções de uma “vantagem de primeiro ataque”. De acordo com Huth, "as políticas de dissuasão mais eficazes são aquelas que diminuem a utilidade esperada do uso da força enquanto não reduzem a utilidade esperada do status quo; políticas de dissuasão otimizadas aumentariam até mesmo a utilidade de não usar a força." É mais provável que a dissuasão seja bem-sucedida se o invasor considerar a ameaça de dissuasão "confiável" e uma ameaça de dissuasão confiável pode não ser necessariamente uma ameaça militar.
Jervis afirma que o dilema da segurança pode levar a corridas armamentistas e formação de alianças.

### Corrida Armamentista
De acordo com Robert Jervis, como o mundo é anárquico, um estado pode, para fins defensivos, construir sua capacidade militar. No entanto, uma vez que os estados não estão cientes das intenções uns dos outros, outros estados podem interpretar um acúmulo defensivo como ofensivo; em caso afirmativo e se a ação ofensiva contra o estado que está apenas construindo suas defesas for vantajosa, os outros estados podem preferir uma postura agressiva, o que "tornará a situação instável". Em tal situação, uma corrida armamentista pode se tornar uma grande possibilidade. Robert Jervis dá o exemplo da Alemanha e da Grã-Bretanha antes da Primeira Guerra Mundial. "Muito do comportamento neste período foi produto de tecnologia e crenças que ampliaram o dilema da segurança". Nesse exemplo, os estrategistas acreditavam que o ataque seria mais vantajoso do que a defesa, mas, no final, acabou não sendo o caso. A competição na construção de armas nucleares entre os Estados Unidos e a União Soviética, durante a Guerra Fria, é um exemplo bem conhecido de corrida armamentista.

### Formação de Aliança
O dilema da segurança pode forçar os Estados a formar novas alianças ou fortalecer as alianças já existentes. “Se a ofensiva tiver menos vantagem, é provável que haja estabilidade e cooperação”. De acordo com Glenn H. Snyder, em um dilema de segurança, há duas razões para a formação de alianças.Em primeiro lugar, um estado que está insatisfeito com a quantidade de segurança que possui faz alianças para reforçar sua segurança. Em segundo lugar, um estado está em dúvida quanto à confiabilidade dos aliados existentes em ajudá-lo e, portanto, decide cortejar outro aliado ou aliados. De acordo com Thomas Christensen e Jack Snyder, em um mundo multipolar existem dois tipos de dilema de aliança que são de natureza contrária. Esses dilemas de aliança são conhecidos como chain ganging (elevada probabilidade de conflito interestadual ou conflagração devido ao fato de vários estados terem se unido em alianças ou coalizões) e buck passing (relutância ou falha em aceitar a responsabilidade pelas consequências de uma decisão política e culpar outra pessoa ou instituição).

#### Chain Ganging
Em um mundo multipolar, a segurança da aliança está interligada. Quando um aliado decide participar da guerra, ele puxa seus parceiros da aliança para a guerra também, o que é conhecido como chain ganging. Se o parceiro não participar totalmente da guerra, a segurança de seu aliado será ameaçada. Por exemplo, na Primeira Guerra Mundial, para a aliança entre a Áustria-Hungria e a Alemanha, segundo Waltz, fez-se o seguinte: "Se a Áustria-Hungria marchasse, a Alemanha deveria seguir: a dissolução do Império Austro-Húngaro teria deixado a Alemanha sozinha no meio da Europa". Por outro lado, se "a França marchasse, a Rússia teria de segui-la; uma vitória alemã sobre a França seria uma derrota para a Rússia. E assim tudo girava em torno de um círculo vicioso, porque a derrota ou deserção de uma grande aliança teria abalado o equilíbrio, cada parceiro da aliança teria abalado o equilíbrio, cada estado foi forçado a ajustar a sua estratégia”.

#### Buck Passing
Diante de uma ameaça crescente, os alinhamentos de equilíbrio deixam de se formar em tempo hábil, uma vez que os estados tentam fazer o freeride em outros estados .Os Estados podem fazer isso para evitar o custo da guerra para si próprios. Por exemplo, para usar o exemplo de Waltz, na Segunda Guerra Mundial, o ministro das Relações Exteriores francês disse ao primeiro-ministro britânico que a Grã-Bretanha tinha justificativa para assumir "a liderança na oposição à Alemanha" quando os nazistas tomaram o controle da Renânia, mas como "a ameaça alemã cresceu ", a França e a Grã-Bretanha esperavam que a Alemanha e a União Soviética" se equilibrassem ou lutassem até o fim. As incertezas sobre quem vai ganhar ou perder com a ação de outros estados se aceleram à medida que o número de estados aumenta.

## Críticas e Respostas
De acordo com Alexander Wendt, "os dilemas de segurança não são dados pela anarquia ou natureza", mas, pelo contrário, são "uma estrutura social composta de entendimentos intersubjetivos em que os estados são tão desconfiados que fazem suposições piores sobre as intenções uns dos outros". Jennifer Mitzen espelha a crítica de Wendt, argumentando que o dilema da segurança pode ser causado e mantido pela busca pela segurança ontológica, em vez da busca racionalista de segurança.
Glaser argumenta que Wendt caracterizou erroneamente o dilema da segurança. "Wendt está usando o dilema de segurança para descrever o resultado da interação dos estados, enquanto Jervis e a literatura que ele gerou usam o dilema de segurança para se referir a uma situação criada pelas condições materiais que os estados enfrentam, como geografia e tecnologia prevalecente". De acordo com Wendt, como o dilema da segurança é o resultado da interação de um estado com outro, um estado pode adotar políticas que dificultam o dilema da segurança. Glaser acusa Wendt de: "exagerar até que ponto o realismo estrutural exige políticas competitivas e, portanto, até que ponto leva a dilemas de segurança". Glaser argumenta que embora os realistas ofensivos presumem que em um sistema internacional um estado tem que competir pelo poder, o dilema da segurança é um conceito usado principalmente por realistas defensivos e de acordo com realistas defensivos é benéfico para as nações cooperarem sob certas circunstâncias.

Outro modo de crítica ao conceito de dilema de segurança é questionar a validade do equilíbrio entre ataque e defesa. Visto que as armas de ataque e de defesa são as mesmas, como pode a distinção entre as duas estar conectada com as intenções de um estado? Como resultado, os críticos questionaram se o equilíbrio ataque-defesa pode ser usado como uma variável na explicação de conflitos internacionais. Segundo Glaser, as críticas ao equilíbrio ataque-defesa são baseadas em dois mal-entendidos. Primeiro, a mesmice ou diferença das armas ofensivas em comparação com as armas defensivas não afeta o próprio equilíbrio ofensivo-defesa. A teoria da defesa e ataque pressupõe que ambas as partes em conflito usarão as armas que se adequam às suas estratégias e objetivos. Em segundo lugar, se ambos os estados envolvidos no conflito têm algumas armas comuns entre si, é a pergunta errada a se fazer ao buscar entender o equilíbrio entre ataque e defesa. Em vez disso, os críticos devem se concentrar na influência ou efeito líquido das armas usadas no conflito. De acordo com Glaser, "a capacidade de distinção deve ser definida pela avaliação comparativa da rede" ou pela comparação do equilíbrio entre o ataque e a defesa quando ambos os lados usam armas e quando nenhum dos lados está usando armas.